# 无毛长蕊柳
无毛长蕊柳（学名：Salix longistamina var. glabra）为杨柳科柳属下的一个变种。

## 扩展阅读
- 維基物種上的相關：无毛长蕊柳